# Danny Batth
Danny Batth (Brierley Hill, Hertfordshire, 16 de janeiro de 1992) é um futebolista profissional inglês que atua como defensor no Blackburn.

## Carreira
Danny Batth começou a carreira no Wolverhampton Wanderers.
Batth se juntou ao Stoke City em 29 de janeiro de 2019 com um contrato de três anos e meio por uma taxa inicial de £3 milhões.
Em 18 de janeiro de 2022, Batth se juntou ao Sunderland, da League One, em uma transferência gratuita, assinando um contrato de dezoito meses. Batth assinou um contrato de um ano com o Norwich City em setembro de 2023. Em 1º de agosto de 2024, Batth se juntou ao Blackburn Rovers em um contrato de um ano, após quase ter se juntado ao clube no verão anterior.

## Títulos
Wolverhampton
- EFL Championship: 2017–18[11]